# Mu2 Octantis
Título a ser usado para criar uma ligação interna é Mu2 Octantis.
Mu2 Octantis (51 Octantis) é uma estrela na direção da constelação de Octans. Possui uma ascensão reta de 20h 41m 43.74s e uma declinação de −75° 21′ 01.5″. Sua magnitude aparente é igual a 6.51. Considerando sua distância de 142 anos-luz em relação à Terra, sua magnitude absoluta é igual a 3.31. Pertence à classe espectral G1V. Possui um planeta confirmado.